# مرشح الحث
مرشح الحث (بالإنجليزية : Excitation filter) هو مرشح من زجاج بصري عالي الجودة يستخدم عادةً المجهر الفلوري ومنظار الطيف في تطبيقات اختيار طول موجة الحث لضوء من مصدر ضوئي. معظم مرشحات الحث تختار ضوءًا له أطوال موجية قصيرة نسبيًا من مصدر ضوء الحث، حيث أنه يمكن لهذه الأطوال الموجية فقط حمل طاقة كافية لجعل العينة التي تُخْتَبَر في المجهر تشع بشكل كافٍ. مرشحات الحث المستخدمة تندرج تحت نوعين أساسيين: مرشح التمرير المنخفض و مرشح تمرير النطاق. تنوع من هذه المرشحات موجود على صورة مرشح إيقاف النطاق و مرشح الحجب العميق (تستخدم عادة كمرشح انبعاث). صور أخرى لاستخدام مرشح الحث تشمل استخدام مونوكروماتور أو منشور وتدي بالاقتران مع شق طولي صغير جدًّا (لاختيار ضوء الحث) و استخدام محزز الحيود.
مرشح الحث يدمج عادةً مع مرشح انبعاث و مقسم أشعة ثنائي اللون؛ في مكعب واحد ليتم إدخال المجموعة معًا في المجهر. مقسم الأشعة ثنائي اللون يتحكم بتمرير أطوال موجية لضوء ما إلى المرشح الخاص بها.